# Sedan (automobil)

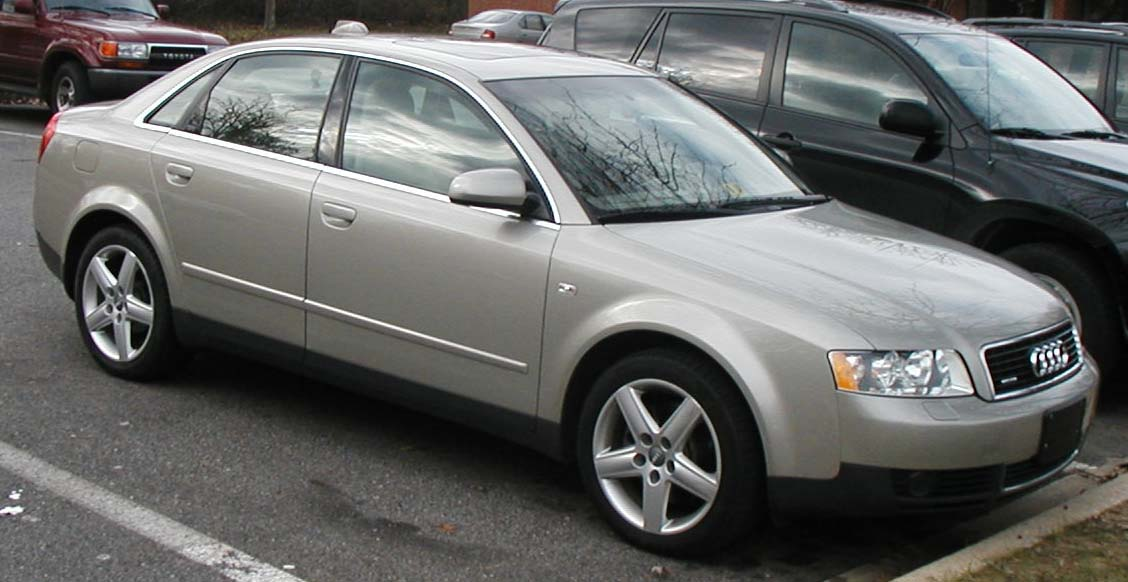
Audi A4 - exemplu de sedan de lux

Sedan sau berlină este denumirea tipului de automobil cu caroseria de tip închis (pavilion fix), cu două sau patru uși, câte 2 geamuri laterale  pe fiecare parte, amenajat pentru patru sau mai mulți pasageri. Acesta este stilul de caroserie comun celor mai multe dintre autoturismele moderne. Sedanul este unul dintre cele mai întâlnite tipuri de caroserie ale automobilelor din ziua noastră. Există sedanuri cu motorul în spate, cum ar fi Chevrolet Corvair, Tatra T603 și Volkswagen Beetle.

## Automobil
- Hyundai Accent
- Volkswagen Passat
- Audi A6
- BMW Seria 5
- Mercedes-Benz Clasa C
- Dacia Logan
- Toyota Corolla
- Ford Focus Sedan
- Mazda 3 Sedan
- Peugeot 508
- Citroën C5
- Opel Astra Sedan
- Renault Megane Sedan
- Fiat Tipo
- Audi A3 Sedan
- BMW Seria 3
- Mercedes-Benz Clasa E
- Qoros 3 Sedan
- Ford Mondeo
- Mazda 6
- Citroën C-Elysse
- Peugeot 301
- Opel Insignia
- Honda Accord
- Jaguar XF
- Dodge Dart
- Subaru Impreza Sedan
- Toyota Avensis
- Infiniti Q50
- Volvo S60
- Hyundai Elantra
- Saab 9-3
- Tesla Model S
- Škoda Octavia
- Škoda Rapid
- Škoda Superb
- BMW Seria 1 Sedan
- Cadillac CTS
- Chevrolet Aveo Sedan
- Chrysler 300C
- FAW V5
- Toyota Yaris Sedan
- Lexus GS
- Lexus IS
- Lexus ES
- Audi A4

## Etimologie
Cuvântul vine din limba engleză desemnând prima trăsură de lux cu aceste caracteristici ce a fost creată în orașul Sedan din Franța. Pentru același stil de caroserie francezii folosesc sinonimul „berlină”, cuvânt de proveniență germană, Berlinul fiind considerat, de asemenea, primul oraș european unde s-a creat o astfel de trăsură.

## Stiluri
- Sedan Notchback - în Statele Unite, sedanul notchback distinge modelele cu un portbagaj orizontal. Termenul se referă, în general, la comercializare doar atunci când este necesar să se facă distincția între două stiluri de caroserie sedan (de exemplu, notchback și fastback) din același interval de modele
- Sedan liftback
- Sedan Fastback
- Sedan Hardtop